# Івановський Роман Геннадійович
Роман Геннадійович Івановський (рос. Роман Геннадьевич Ивановский нар. 29 червня, 1977, Волгоград, Російська РФСР) — російський плавець, срібний призер Олімпійських ігор 1996 року, призер чемпіонатів світу.

## Біографія
Роман Івановський народився 29 червня 1977 року в місті Волгоград. Тренувався під керівництвом Віктора Авдієнко.
Найкращі результати спортсмен демонстрував, виступаючи в естафетних запливах. Вдалі виступи дали спортсмену можливість представити збірну Росії на Олімпійських іграх 1996 року в Атланті. У півфіналі свого запливу на дистанції 100 метрів брасом спортсмен був дискваліфікований. Окрім цього плавець взяв участь у запливах комплексної естафети 4x100 метрів. Тут він виступив лише у кваліфікаційних запливах (команда Росії посіла п'яте місце). У склад на фінальний заплив замість Івановського був включений Станіслав Лопухов. Без нього збірна Росії стала срібними призерами, що означало срібну нагороду і для спортсмена.
У 2003 році здобув срібну медаль чемпіонату світу в естафеті 4x100 метрів комплексом. 
Після завершення працює на кафедрі «Фізичного виховання та здоров'я» Самарського державного медичного університету.

## Виступи на Олімпіадах
| Олімпіада    | Дисципліна         | Місце |
| ------------ | ------------------ | ----- |
| Атланта 1996 | 100 м брасом       | 16    |
| Атланта 1996 | 4x100 м комплексом | 2     |